# Шевелёв, Антон Антонович
Антон Антонович Шевелёв (17 января 1918 — 10 мая 1981) — заместитель командира эскадрильи 30-го гвардейского авиационного полка 48-й авиационной дивизии 8-го авиационного корпуса авиации дальнего действия, гвардии капитан. Герой Советского Союза. Русский. Член ВКП(б)/КПСС с 1942 года.

## Биография
Родился 17 января 1918 года в посёлке Нейво-Шайтанский (ныне — в составе муниципального образования город Алапаевск Свердловской области) в семье рабочего. Детство прошло в селе Мордино Усть-Куломского уезда Автономной области Коми (Зырян). Окончил 10 классов, Батайскую Первую Краснознамёную школу гражданского воздушного флота имени Баранова. Работал в Восточно-Сибирском управлении Гражданского Воздушного Флота пилотом.
В Красной Армии с марта 1942 года. Окончил школу высшей лётной подготовки Военно-воздушных сил. Участник Великой Отечественной войны с мая 1942 года. Сражался на Волховском, Ленинградском, Калининском, 1-м, 2-м и 3-м Белорусских фронтах.
16 марта 1943 года самолёт А. А. Шевелева, вылетевший на задание, был атакован истребителем противника. Самолёт получил 30 пробоин, стал трудноуправляемым. Радист и стрелок были ранены. Однако А. А. Шевелев, проявив исключительное мужество, дошёл до цели и успешно выполнил задание, мастерски произвёл на своем аэродроме посадку самолёта на одном колесе, спас самолёт и жизнь членов экипажа. Заместитель командира эскадрильи 30-го гвардейского авиационного полка гвардии капитан Антон Шевелев к октябрю 1944 года совершил 222 боевых вылета на бомбардировку объектов в тылу противника.
Указом Президиума Верховного Совета СССР от 5 ноября 1944 года за образцовое выполнение боевых заданий командования на фронте борьбы с немецко-фашистскими захватчиками и проявленные при этом мужество и героизм гвардии капитану Шевелёву Антону Антоновичу присвоено звание Героя Советского Союза с вручением ордена Ленина и медали «Золотая Звезда» (№ 5309).
Также награждён орденом Ленина (13.03.1944), двумя орденами Красного Знамени (31.12.1942, 10.04.1943), орденом Отечественной войны 1-й степени (13.07.1945), медалями.
С мая 1945 года майор А. А. Шевелев — в запасе.
Окончил Уральский лесотехнический институт, аспирантуру. Кандидат сельскохозяйственных наук, доцент. Работал в Ленинградской лесотехнической академии, в Уральском лесотехническом институте.
Имя Героя Советского Союза А. А. Шевелёва носила пионерская дружина Сыктывкарской школы № 37.
Скончался 10 мая 1981 года. Похоронен в Свердловске на Широкореченском кладбище.